# 용머리초등학교
용머리초등학교는 대한민국 경기도 안성시에 있는 공립 초등학교이다.

## 학교 연혁
- 2001.03.01 용머리초등학교 개교
- 2002.01.03 용머리초등학교 병설유치원 인가